# Balmaceda Airport
Balmaceda Airport är en flygplats i Chile.   Den ligger i provinsen Provincia de Coyhaique och regionen Región de Aisén, i den södra delen av landet, 1 400 km söder om huvudstaden Santiago de Chile. Balmaceda Airport ligger 524 meter över havet.
Terrängen runt Balmaceda Airport är platt österut, men västerut är den kuperad. Runt Balmaceda Airport är det mycket glesbefolkat, med 6 invånare per kvadratkilometer.. Närmaste större samhälle är Balmaceda, 1,2 km nordväst om Balmaceda Airport. 
Trakten runt Balmaceda Airport består i huvudsak av gräsmarker.